# Cum multa
Die Enzyklika Cum multa, „über die Verhältnisse in Spanien“, vom 8. Dezember 1882 richtete Papst Leo XIII. an die spanischen Erzbischöfe, Bischöfe und alle anderen Würdenträger.

## Politischer Hintergrund
1880 begann in Spanien die Restauration der Bourbonenherrschaft unter König Alfons XII., der eine neue Verfassung erlässt. Unter Alfons XII. etablierte sich ein neues politisches System in Spanien, es schloss Karlisten, Republikaner und reaktionäre Moderados von der Macht aus. Ihm zur Seite stand sein Mentor Antonio Cánovas del Castillo, der die Konservative Partei gründete, als Gegenkraft trat bald die Liberale Partei in Erscheinung, diese beiden politischen Kräfte stellten nun im einverständlich Vernehmen wechselseitig die Regierungen (siehe Hauptartikel: Geschichte Spaniens).

## Die Enzyklika
Aus der Sorge, dass die spanische Kirche zwischen diesen Parteien aufgerieben werden könnte, wandte er sich mit diesem Apostolischen Rundschreiben an die Spanier:
In seinen Begrüßungsworten lobt er die spanische Nation als treuen und überragenden Bewahrer des katholischen Glaubens. Die Hingabe zum Apostolischen Stuhl und die wiederholten Zeugnisse zeigen den Mut, mit dem Spanien in Europa die Kirche vertreten habe.
Nun aber, so schreibt er, zeigten sich Zeichen von Meinungsverschiedenheiten, er mahnt die Einheit der Kirche an und kritisiert die neue Verfassung, welche die Trennung von Kirche und Staat anstreben würde.
Die gewalttätigen politischen Auseinandersetzungen führen zu heftigen Störungen und der christliche Widerstand solle die Einheit der Kirche festigen.
Er weist, als römischer Pontifex – wie er sich bezeichnet, das spanische Episkopat an, in ihren Verantwortungsgebieten für die Freiheit der Religion einzutreten. Dabei hebt er die besonderen Aufgaben hervor, die den Bischöfen als Repräsentant Gottes übertragen worden seien und ermahnt sie in einer Exhortatio den christlichen Glauben in ihren Diözesen zu verteidigen.
In seiner Schlussformel sendet er an alle „in Gott geweihten Brüdern“ die Botschaft des Evangeliums und wünscht ihnen Kraft und Stärke zur erfolgreichen Verteidigung des Glaubens.